# Konrad Hofer (Soziologe)
Konrad Hofer (* 5. Oktober 1955 in Obermillstatt) ist ein österreichischer Soziologe, der vor allem im Bereich der Feldforschung arbeitet.

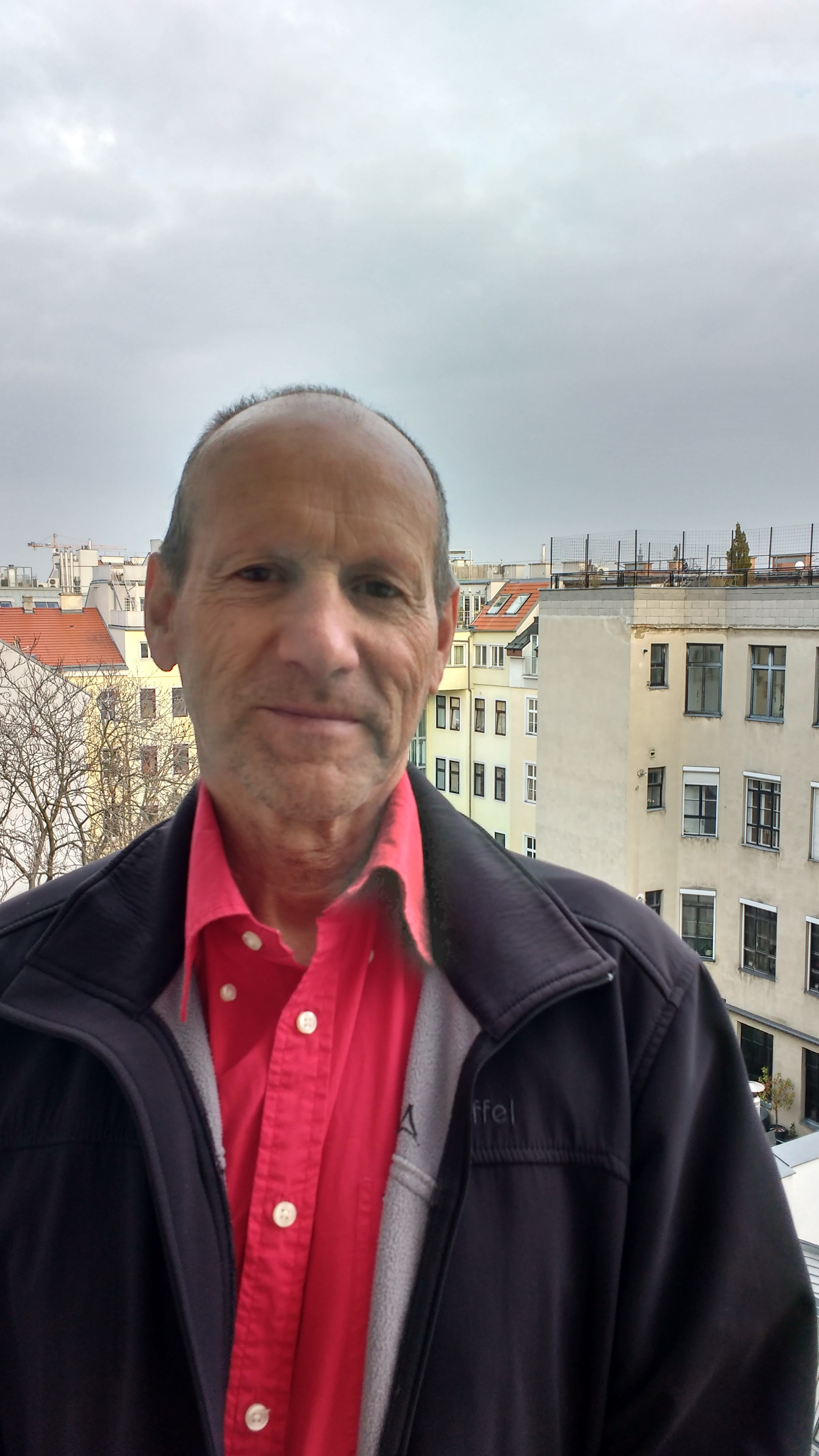
Konrad Hofer 2018

## Biografie
Konrad Hofer ist das achte Kind einer zwölfköpfigen Bergbauernfamilie. Er machte 1975 seine Matura am Humanistischen Gymnasium Tanzenberg, studierte dann in Wien Soziologie, sowie Völkerkunde und wurde 1982 Magister (Wohnungssuche in Wien), 1985 Doktor (Gast-Menschen aus der Türkei in Wien).
Hofer erstellte zahlreiche Studien, für die er sich selbst in die Milieus der untersuchten Personengruppen begab (→Teilnehmende Beobachtung). So arbeitete er von 1987 bis 1989 als Leiharbeiter und von 1990 bis 1991 als rumänischer Arbeiter getarnt am Arbeitsstrich in Wien.
Seine erste Arbeit, eine Fußballfanstudie wurde vom Bundesministerium für Inneres finanziert, die meisten der folgenden von der Arbeiterkammer-Wien.
2002 gründete er das Institut für qualitative Arbeits- und Lebensweltforschung (IQUAL).

## Preise
- Bruno Kreisky-Preis für das Politische Buch

## Publikationen
- 1991: Würdelos. Erfahrungen eines Leiharbeiters, Verlag für Gesellschaftskritik, Wien 1991
- 1992: Arbeitsstrich. Unter polnischen Schwarzarbeitern, Verlag für Gesellschaftskritik, Wien 1992
- 1994: Ausgeliefert. Zum Berufsalltag von Lkw- und Busfahrern, Verlag des ÖGB, Wien 1994
- 1997: Pflegebedürftig. Von der Betreuung zu Hause und im Pflegeheim, Verlag des ÖGB, Wien 1997
- 2000: Arbeit ohne Schutz. Eine Analyse an Beispielen atypischer Beschäftigungsverhältnisse, Verlag des ÖGB, Wien 2000.
- 2002: Helfen wollen und die Welt verändern. Arbeitsbedingungen von Sozialarbeiterinnen und Sozialarbeitern, Verlag des ÖGB, Wien 2002
- 2003: Erziehung ohne Netz und Peitsche. Aus dem sozialpädagogischen Berufsalltag, Verlag des ÖGB, Wien 2003
- 2006: Gestrandet. Aus dem Alltag von AsylwerberInnen, Löcker Verlag, Wien 2006
- 2009: Motive für die Berufswahl, AK Wien, Wien 2009
- 2010: Bildungsschranken aktiv überwinden, IQUAL, Wien 2010